# Un destino ridicolo
Un destino ridicolo è un romanzo scritto a quattro mani da Fabrizio De André e Alessandro Gennari nel 1996 e portato al cinema dodici anni dopo da Daniele Costantini (Amore che vieni, amore che vai).
Tra i personaggi troviamo anche i due autori nonché, nel personaggio della avvenente istriana Maritza, una trasposizione letteraria di Bocca di Rosa, protagonista della celebre canzone omonima dello stesso De André.

## Trama
L'azione si svolge tra Genova e la Sardegna. Salvatore è un pastore sardo condannato a vent'anni di carcere per sequestro di persona e omicidio, gesto da lui compiuto per ottenere il denaro necessario per potersi sposare. Salvatore viene però liberato dopo cinque anni grazie all'aiuto del cugino Annino: essendo egli molto somigliante a Salvatore, lo aiuta ad uscire dal carcere tramite uno stratagemma, raccontandogli di come, il giorno del delitto, egli si trovava su un treno in compagnia di un prete, un medico ed un commesso viaggiatore, i quali si raccontano degli aneddoti per ingannare il tempo.
Il sacerdote viene chiamato in tribunale e riconosce in Salvatore l'uomo che aveva incontrato sul treno (Salvatore si era anche procurato una cicatrice sulla guancia per assomigliare ancora di più ad Annino, del quale ha imitato anche la parlata). Salvatore viene scagionato ed esce, ma nutre propositi di vendetta verso il cugino il quale lo aveva denunciato per sottrargli il bestiame e la fidanzata, nonostante lo abbia poi aiutato ad uscire di prigione. Imbarcatosi per l'Italia continentale, Salvatore arriva a Genova dove conosce la prostituta Veretta e si innamora di lei. Veretta è una ragazza timida e introversa e lavora con altre ragazze per Carlo, un uomo indolente che sogna una vita migliore in qualche paese lontano, mentre trascorre la sua vita con la madre fra i locali del porto e si mantiene sfruttando la prostituzione. Una sera in uno di questi bar si trovano Carlo, il giovane cantautore Fabrizio, Bernard, uno psichiatra nizzardo passato dalla Resistenza alla malavita, sul cui conto circolano numerose leggende, e Maritza, un'affascinante istriana di cui Carlo è innamorato. Durante la serata Salvatore si presenta nel locale perché vuole riscattare Veretta, ma non riesce nel suo proposito perché nel frattempo scoppia una zuffa: Maritza viene infatti colpita da un amante respinto, chiamato il Vichingo, noto esponente della malavita locale, Carlo interviene a sua difesa sferrando un calcio all'uomo e Salvatore riesce a metterlo al tappeto con un pugno; il Vichingo dà ordine di sfregiare Carlo, ma alla fine i due si riappacificano con una cena e un risarcimento che consiste in un orologio d'oro e in altri preziosi. Al bar Carlo incontra Fabrizio e gli chiede informazioni su Maritza. Il cantante gli racconta che la ragazza è arrivata da Gorizia a Genova per fare la sua conoscenza e i due hanno anche fatto l'amore, il che ha ispirato la sua canzone "Bocca di Rosa".
Il giorno seguente Carlo invita Maritza a fare un giro in barca nella baia di San Fruttuoso e i due si amano lì. Bernard contatta Salvatore e Carlo per fare un colpo importante: rubare un carico di pelli di contrabbando, colpo che frutterà oltre cento milioni di lire a testa. Salvatore desidera investirli per creare un'azienda agricola, mentre Bernard vuole acquistare un palazzo a Mantova, dove vive sua sorella, per crearvi un centro di studi libertari. Il giorno del colpo arriva e i tre, travestiti da carabinieri, requisiscono il carico contrabbandato e lo portano in un deposito segreto. Salvatore viene lasciato di guardia, ma qualche ora dopo viene trovato ucciso col volto sfigurato, e anche Veretta sparisce misteriosamente. Dopo il fallimento del piano Bernard torna a Nizza e Carlo va a vivere con Maritza. Bernard viene contattato per compiere un furto di un quadro in una villa, ma viene scoperto e arrestato. Carlo viene abbandonato da Maritza, che gli comunica infatti di dover ritornare a Gorizia, poiché la sorella, abbandonata dal marito, ha tentato il suicidio. Maritza lascia a Carlo l'indirizzo, ma i telegrammi che lui le invia tornano sempre al mittente. Carlo va infine a cercarla a Gorizia, ma non la trova più. Nel frattempo Bernard ha scontato la sua condanna ed è andato a vivere a Mantova dove entra in contatto con un gruppo di studenti, fra cui vi è Alessandro. I due si scambiano libri e discutono di politica e Alessandro inizia a considerare Bernard un maestro. Un giorno Bernard sorprende Alessandro a suonare Bocca di Rosa e gli confessa di essere un amico di Fabrizio. Il cantante sta per tenere un concerto a Mantova e i due decidono di andare ad incontrarlo. Bernard chiede ad Alessandro di recapitare a Fabrizio un biglietto con l'indirizzo di Maritza affinché lui lo consegni poi a Carlo. Durante il concerto Alessandro viene chiamato sul palco da Fabrizio, il quale decide poi, dopo una discussione col pubblico, di abbandonare il concerto senza aver terminato l'esibizione. Alessandro tenta di raggiungere il cantante in camerino, ma ormai Fabrizio se ne è andato.
Molti anni dopo. Alessandro scrive un libro di successo e ne recapita una copia a Fabrizio. Il cantante li contatta e i due finalmente si incontrano e si raccontano le rispettive storie. Alessandro era caduto nella dipendenza da eroina e ne era uscito solo grazie a Bernard, il quale era poi morto di cancro.  Fabrizio aveva invece superato la sua dipendenza da alcol grazie alla promessa fatta a suo padre in punto di morte, e racconta di aver incontrato Carlo il quale aspetta ancora Maritza. Alla fine si viene a sapere che Salvatore è vivo e ad essere stato ucciso è Annino. Salvatore lo aveva infatti attirato a Genova con la promessa di dividere con lui il bottino, poi gli aveva sparato ed era tornato in Sardegna con Veretta. I due avevano avuto un figlio, promettente ingegnere, che era morto a causa della droga. Pentito dei suoi errori, Salvatore decide allora di donare il suo patrimonio ai poveri. Sul treno incontra un sacerdote a cui dona la valigia col denaro, si confessa e viene assolto, ignaro però che l'uomo non è un vero prete, ma una persona travestita da religioso in occasione della festa di carnevale.
Il romanzo riporta la seguente dedica: "A un luminoso bagnasciuga della Gallura dalle cui acque tranquille una vacca torse il collo a guardarci con un dentice in bocca".

## Edizioni
- Fabrizio De André e Alessandro Gennari, Un destino ridicolo, Torino, Einaudi, 1996,  pp. 144, cap. 12, ISBN 88-06-17591-2.